# Faedo (Italia)
Faedo es una localidad italiana perteneciente al municipio de San Michele all'Adige de la provincia de Trento, región de Trentino-Alto Adigio, con 586 habitantes.
Fue un municipio independiente hasta 1928, en que fue disuelto y pasó a formar parte del municipio de San Michele all'Adige. Posteriormente Faedo volvió a separarse como municipio entre 1952 y 2019.

## Evolución demográfica
| Gráfica de evolución demográfica de Faedo entre 1861 y 2001 |
|                                                             |
| Fuente ISTAT - elaboración gráfica de Wikipedia             |